# Église San Girolamo dei Croati
L'église San Girolamo dei Croati (en français : Saint-Jérôme-des-Croates) est un lieu de culte catholique de Rome, ainsi que l'église nationale des Croates à Rome. Elle est également connue sous ses anciens noms de Girolamo degli Illirici (Saint-Jérôme des illyriens) et San Girolamo degli Schiavoni (Saint-Jérôme des esclavons). Elle  abrite le titre cardinalice homonyme.

## Histoire
Dans la zone proche du port de Ripetta, s'étaient regroupés depuis le XIVe siècle, une communauté de réfugiés ayant fui les Turcs d'Illyrie et de Slavonie, à qui le pape Nicolas V avait accordé en 1453 l'établissement d'une Congrégation de San Girolamo degli Schiavoni, dotée d'un hospice, d'un hôpital, et d'une petite église du XIe siècle, initialement appelée Santa Marina de Posterula, dédiée à saint Jérôme, originaire de Dalmatie.
Au siècle suivant, le pape Sixte V, déjà propriétaire de l'église, la fait reconstruire entièrement par Martino Longhi l'Ancien entre 1588 et 1589, ajoutant un clocher et un mobilier orné. Le marbre de la façade a été retiré du Septizodium.

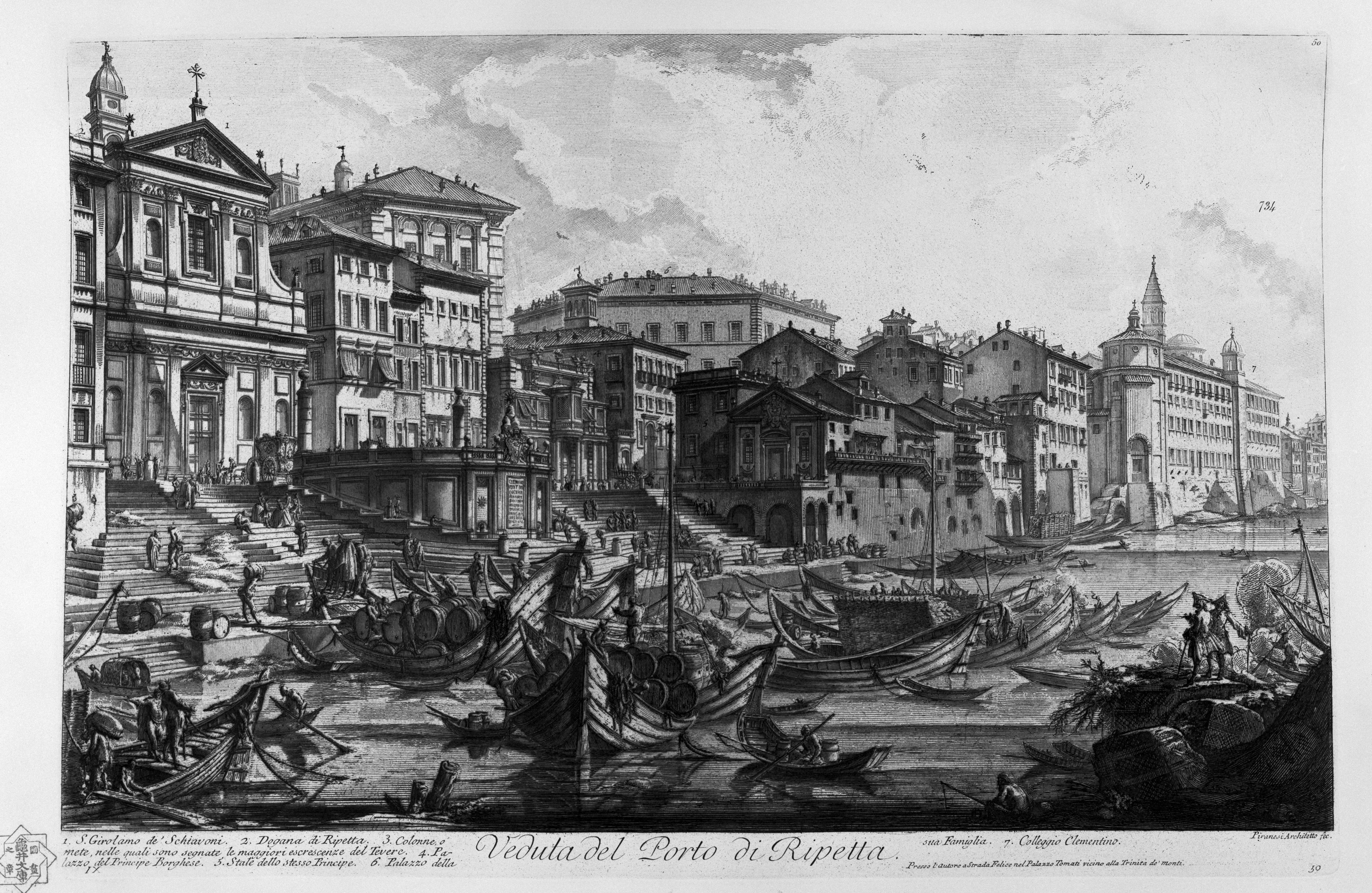
Piranèse, vue du Port de Ripetta avec l'église Saint-Jérôme sur la gauche (milieu du XVIIIè s.)

Le pape Sixte VI a institué, en outre, un chapitre de religieux devant être expressément constitué de prêtres d'ascendance slave. Il voulait également rapporter dans l'église le corps de saint Jérôme de la basilique Sainte-Marie-Majeure, mais a oublié de donner suite à sa promesse.
Au XIXe siècle, l'édifice a été fortement restauré par le pape Pie IX.

À l'origine située le long de la via di Ripetta, dans le tissu urbain autour du port homonyme, l'église était bordée par l'église San Rocco all'Augusteo. La démolition du port après l'unité italienne, dans le cadre du réaménagement des rives du Tibre, ainsi que la démolition de la zone alentour dans les années 1930, afin de dégager le Mausolée d'Auguste, et d'ériger le complexe de l'Ara Pacis, ont isolé les deux églises.

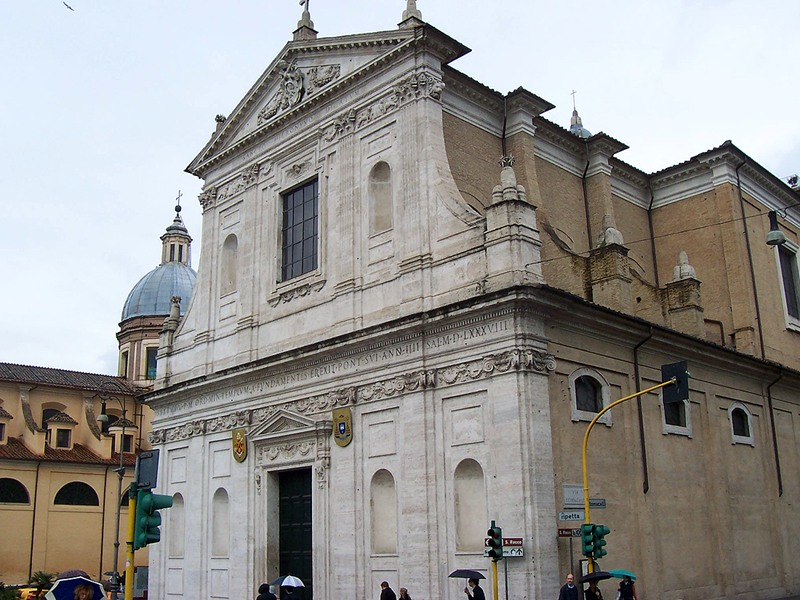
Extérieur
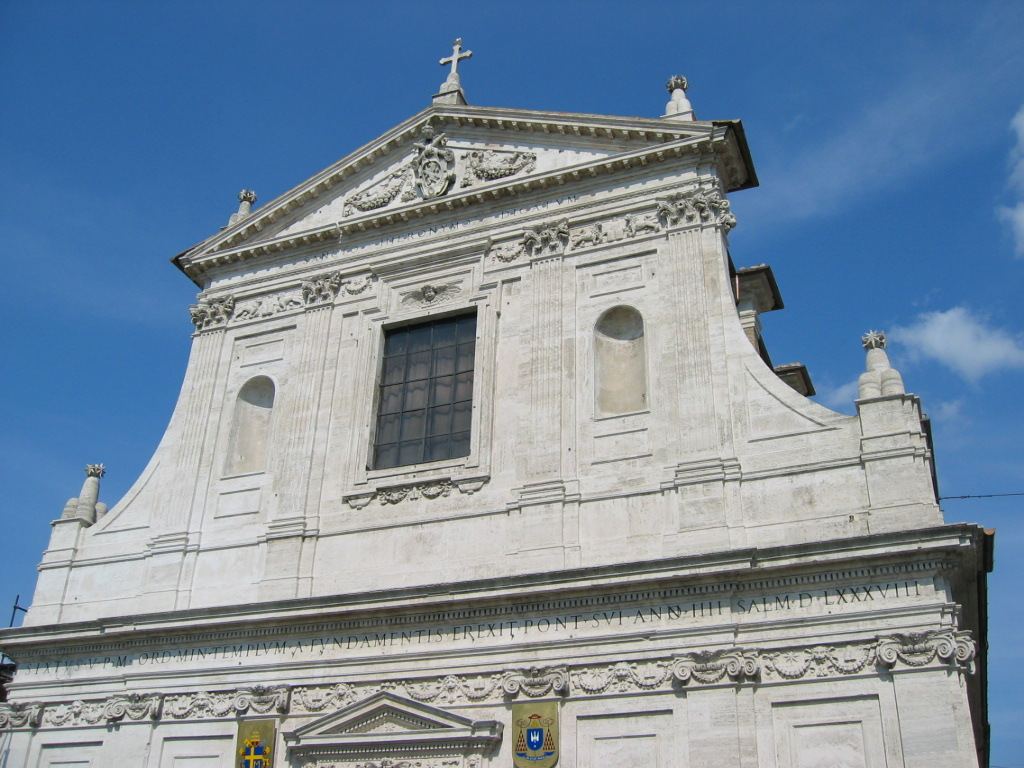
Façade